# 無能なナナ
『無能なナナ』（むのうなナナ）は、原作：るーすぼーい、作画：古屋庵による日本の漫画作品。スクウェア・エニックスの『月刊少年ガンガン』にて、2016年6月号から連載中。2020年10月から12月まで全13話のテレビアニメ版が放送された。

## あらすじ
能力者と呼ばれる特殊な能力を持った少年少女たちがいた。彼らは"人類の敵"と呼ばれる怪物と戦うため、孤島の学園に集められ、日夜訓練を行っていた。中島ナナオもその1人であったが、能力を誰にも見せない彼は無能と呼ばれクラスの中で嘲笑の対象となっていた。ある日、2人の転入生がナナオの前に現れた。転入生の1人である柊ナナに半ば強引に背中を押される形でナナオはクラス委員長に立候補した。他の立候補者2人の戦いを能力で鎮めたナナオが委員長に決まった。しかし、その日の学校からの帰りにナナオはナナに崖から突き落とされる。実は能力者達こそが"人類の敵"であり、ナナは能力者達を秘密裏に始末させるために"委員会"から送られた刺客だったのだ。
次々に能力者達を始末するナナだったが、もう1人の転入生である小野寺キョウヤから疑いの目を向けられるようになる。また、純真な心を持つ犬飼ミチルと交流することによって、ナナの能力者への気持ちに変化が生じる。

## 登場人物

### 主要人物
柊ナナ（ひいらぎ ナナ）
声 - 大久保瑠美
本作の主人公。ツインテールの女子生徒。
一切の異能力を持たない無能力者で、委員会の命である「能力者たちの抹殺」のためにナナオたちのクラスに転入する。
幼少期に両親を能力者に惨殺されて以来、能力者のことを強く憎んでいる。警察がナナの前で「犯人は子供部屋の窓から侵入した」と口を滑らせたことから両親が殺害されたのは自分のせいだと思っており、それが強いトラウマになっている。年の離れた兄が1人いるが、ナナが生まれる前に家を出ており面識はない。両親の死後は親戚中をたらい回しにされていた。
同級生の前では敬語を使い、「あまり空気は読めないが人見知りしない明るい性格」を演じている。また洞察力の高さを利用して、自身の能力は「読心術」だと偽っている。委員会からは、能力者たちの調査時の能力と推定殺害人数が記録された端末を支給されており、優先順位の参考にしている。
物語開始当初は思慮深く冷酷な性格で、ためらうことなく能力者たちを抹殺していたが、情報提供のための「犬」として扱っていたミチルと交流するうちに徐々に彼女に感化され、「能力者が善人だった場合」を仮定して物事を考えるようになるなど人間らしい感情が芽生え始めている。また、ミチルがナナのためにナナの心の傷を本気で癒そうと尽力していたことを知ったことをきっかけに、ミチルに真の友情を感じるようになる。
小野寺キョウヤ（おのでら キョウヤ）
声 - 中村悠一
ナナと同日にナナオのクラスに転入してきた男子生徒。能力については自ら公表せず、表情からも何を考えているか読ませない。一見クールで冷たそうだが、迷い猫に毎日のようにミルクを与える一面もある。ものを考えるときには何かを触り続ける癖があり、ナナのツインテールや自身が着ているシャツのタグなどを触っている。生まれつき嗅覚がなく、ガスや腐敗臭が察知出来ないため、自室に置いてある生鮮食品には大きく消費期限を記載している。医療知識があり自室に医療キットがあるほか、検死を行うことができる。
能力者の妹がおり、キョウヤよりも前に島に徴集されていたが、行方不明となっていて、その謎を探るために島にやって来た。ナナオを初めとした能力者たちの行方不明や度重なる殺人に疑問を抱いており、ナナを最重要容疑者として常に疑っている。
能力は「不老不死」。爆発に巻き込まれて全身が火だるまになっても無傷で済む上に毒物も効かない。死なないがゆえに、自身の怪我などには無頓着である。能力の代償は存在するらしいが現時点では不明。また、結果的に死なないというだけで傷を受けた痛みや毒物摂取による苦しみはある。推定殺害人数は不明。
ナナたちを「年頃の娘さん」「俺の子供みたいなもの」と称するなど見た目より実年齢は上である。流行に疎く、好きな音楽は演歌とアイドルソング。レトロゲームの愛好家でもある。
犬飼ミチル（いぬかい ミチル）
声 - 中原麻衣
くせ毛のショートカットの小柄な女子生徒。内気で大人しく、同じクラスの女子たちにいじめに近いからかいを受けている。口数は多くないが、心を許した相手に対してはよく話すのでナナからはまるで犬のようだと思われていた。心を許した相手のことは「○○しゃん」と呼ぶ。
心優しく、自分をいじめていたキララやカオリ、親しくないツネキチのことも躊躇なく助けようとしたため、能力者は全員傲慢で裏があると考えていたナナを動揺させた。両親は医者だがあまり頭の回転は早くなく、ナナがナナオを殺害する決定的な写真をはっきりと見たにもかかわらず、内容が理解できずナナに写真を返すなど、素直すぎるがゆえに騙されやすい性質でもある。
能力は「ヒーリング」で、外傷を直接舌で舐めることで完全に治癒することができる。自身の怪我も治すことは可能だが、舌が届く範囲までしか使用することができない。また、病気や毒を治すことも不可能。能力の代償として使用するたびに自身の寿命が縮んでしまう。推定殺害人数は15万人以上。
島に来る前に在籍していた学校でクラスの男子の傷を治癒したことで嫉妬した女子たちに陰口を叩かれ、自分の能力を持て余していたが、クラスの不良少女・細川ヒトミ（声 - 清水彩香）と友人となり能力を褒められたことで、自分の能力で少しでも多くの人たちを助けたいと思うようになる。後にヒトミが癌に侵されていたのにもかかわらずミチルをいじめから守るために登校し続けていたことを知り、ヒトミの死とナナとの出会いを経て、能力を進化させて死んだ人を生き返らせることを目標とするようになる。
両親が殺されたのを自分のせいだと思い込むナナのトラウマを解消し、自分は何があってもナナの味方であると宣言したことでナナと真の友人となる。後にレンタロウから命を狙われ、それを庇って瀕死となったナナを必死で治癒し命を落とす。
橘ジン（たちばな ジン）
声 - 遊佐浩二
ナナに突如近付いてきた謎の青年。眼鏡を掛け、スーツを着ている。かつてナナたちが通う学園に在籍していた生徒で、ナナたちにとっては先輩にあたる存在。同級生の間で自然と始まった「誰が一番強い能力者か」を競った凄惨な殺し合いの唯一の生存者。
物語の初期から動物の姿でナナに近づいており、ナナの素性と委員会の詳細に興味を持ち、つきまとい始める。
能力は「変身」。他者の姿へ変身することができる。人以外にも、動物や虫などにも変身可能で、キョウヤが牛乳を与えていた猫は橘が変身していたものであった。変身対象が能力者だった場合はその能力も完全にコピーして使用することが可能で、ナナからはそのあまりの脅威から「本物の“人類の敵”」と称された。
欠点として変身できるのは人に見られてない時だけであり、見られている状態だと変身できない。また能力を持たない普通の人間には変身できない。更に変身した対象の持つ欠点もそのままコピーしてしまう。前述した外見も変身した姿であり、真の姿ではない。青年状態の能力は「念力」であり、ナナを空中に磔にしたのち吹き飛ばすほどの威力を持つ。
彼も鶴岡に仲間として誘われており、ナナに委員会に対する疑念を抱かせている。
委員会
表向きは能力者の少年少女たちを孤島に隔離し、“人類の敵”と呼ばれる怪物と戦うための訓練を実施している日本国家の機密委員会。その実態は能力者たちこそが“人類の敵”あり、人類（無能力者）をいずれ殲滅するとするとして隔離し、能力者たちを秘密裏に抹殺している国家組織である。
柊ナナを島に派遣し、能力者たちの能力の詳細や、能力者たちの将来的な人類推定殺害人数を提供している。
鶴岡タツミ（つるおか タツミ）
声 - 藤原啓治
委員会のメンバーで、ナナの直属の上司にあたる人物。
委員
声 - 手塚ヒロミチ

### クラスメイト
中島ナナオ（なかじま ナナオ）
声 - 下野紘、中原麻衣（幼少期）
クラスの中で孤立している男子生徒。物語は彼の視点から始まる。裕福な家庭に生まれ、父親より幼いころから人々のリーダーになるべく教育を受け、学園に編入した際にもその意思を公言しているが、能力者が集まる学園の中で能力を隠し続けているため、“無能”、“人類の敵”と呼ばれ馬鹿にされている。周囲からの視線を隠すために普段は小説を読むフリをしている。また、家庭でも「我が家で一番の無能」と蔑まれていた。
父親を尊敬している一方で、強いコンプレックスから恐怖心も抱いている。父親から贈られた腕時計を大切にしながら食堂に置き忘れるなど複雑な心境にある。
能力は「能力の無効化」。相手の能力をすべて無効化する能力。相対する能力者がいないと使用出来ず、それがナナオが能力を見せない要因の1つであった。また、柊ナナの読心術など精神に作用する能力は相手に触れない限り無効化出来ない。
その能力を公表した日の夕方、柊ナナに崖から突き落とされる。覚醒すれば強いリーダーシップを発揮する人物とされ、委員会には敵の統率者になり得る最重要危険人物として指定されていた。このように第1話で殺されたと思われたが実は生きており、原作第7巻で再登場する。推定殺害人数は100万人以上。
飯島モグオ（いいじま モグオ）
声 - 中島卓也
坊主で小太りな男子生徒。粗暴な性格でナナオのことを苛めていた。傲慢で自信家だが、実力が上の相手に対しては媚びへつらうこともある。ナナオが行方不明になった後は心配する様子も見せるなど、根は悪い人間ではない。転入してきたナナに一目惚れする。子分を3人抱えており、自室で5時間説教を聞かせる「モグオリサイタル」をたびたび開催しており、あまりのうるささに周辺の部屋からは苦情が絶えない。
能力は「火炎使い」。自称「炎の貴公子」。相反する能力を持つセイヤをライバル視している。
郡セイヤ（こおり セイヤ）
声 - 手塚ヒロミチ
ロン毛ストレートの男子生徒。容姿端麗で女子生徒からの人気も高い。ナルシストかつ気障ですぐに女性を口説くなど女癖が悪いが、同じクラスに本命の彼女がいる。
能力は「氷使い」。無機物であれば何でも凍らせることが可能で、水深5メートルの池でも一瞬で凍らせることが出来る。反面、人間を凍らせることは出来ない。
渋沢ヨウヘイ（しぶさわ ヨウヘイ）
声 - 増田俊樹
時間を止められるため、学園で最強と噂されている能力者。誰に対しても丁寧語で話す。一人称は「私」。食事が遅い人と食事中にうるさい人、そして飯粒を残す人を嫌っている。カナヅチ。
実際の能力は時間を止めるものではなく、「時間遡行」。念じるだけで過去24時間以内の同じ場所にいつでも戻ることが可能で、過去を改変することで結果的に現在を変えることができる。能力の代償として、過去に遡れば遡るほど著しく疲労してしまう（数秒先に戻るだけで息切れし、12時間以上前に戻ると戻った先で嘔吐してしまうほど）。また、戻った先で他人と目が合うと現在に戻ってしまう。
過去を変えることに関しては、絶対に間違わない自分が行うことなので間違いが起こるはずが無いと考えている。推定殺害人数は80万人以上。
その自信と能力の代償をナナに逆用され、池に水没し、溺死させられる。
葉多平ツネキチ（はただいら ツネキチ）
声 - 田丸篤志
逆立てた金髪の男子生徒。不良っぽい外見で、見た目通り粗暴な性格をしている。「マジ運命やべえってのが俺の人生のパンチライン」が口癖。
能力は「未来予知」。寝ている間に市販のインスタントカメラに手をかけておくことで、一晩に必ず5シーンだけ未来を予知して撮影する。予知は外れることはなく、100パーセント実現するが、自らの意思で能力を使用することはできない。
かつては真面目な人間だったが、テストで0点を取る予知を行ってしまい、未来を変えようと努力したものの、試験当日に体調を崩して0点を取ってしまったことから、運命は変えられないと信じるようになり、努力をすること自体が馬鹿らしくなって不良となった。そのためクラスメイトとも疎遠になり、現在は友人もいない。何度も未来を予知しているが”人類の敵”の姿を予知したことが一度もないためその存在を信じておらず、能力者たちが島に集められていることも疑問視している。ナナがナナオを殺害する未来も予知していたが、他人に興味がなく周囲の信用もないため黙っていた。
自身がナナに襲撃される未来を予知し、それをネタにナナを性行為目的で脅迫するが、予知を逆手に取られて殺害される。
風間シンジ（かざま シンジ）
声 - 二ノ宮愛子
黒髪の小柄な男子生徒。制服の中にパーカーを着ている。根暗な性格で授業には出ず、ほとんど寮で寝ている。
ツネキチの葬儀で「死体操作（ネクロマンシー）」の能力を披露する。死体を自在に操ったり、死体と視界を共有したり、死体の記憶を引き出して生前持っていた能力を使役したりすることが可能。5年前に火事に巻き込まれており、その時受けた火傷を隠している。ユウカとは家が隣同士の幼馴染で相思相愛。推定殺害人数は30万人以上。
実際は「怪力」の能力者であり、5年前の火事で死亡していた。その後はユウカに操られていた。授業に出ず寝ていたのは、日中は死体操作の能力が使えないため。現在の性格もユウカが偽っていたものであり、本来はプライドが高く短気で癇癪持ちの優等生。恋人がいる。ストーカーのユウカを酷く嫌っており近づくことも許さなかった。
佐々木ユウカ（ささき ユウカ）
声 - 富田美憂
短めの髪を頭の上で縛った女子生徒。シンジの幼馴染であり、クラスと打ち解けない根暗な彼を心配している。性格は明るく、快活。私服では動きやすい服装をしている。シンジとは相思相愛で、夜にたびたびデートをしていた。
能力は「怪力」を自称しているが、動物アレルギーにより、動物の近くで能力を使えないとのことでナナたちの前では一度も披露していない。
実際は彼女が「死体操作（ネクロマンシー）」の能力者。5年前に自身が起こした火事で死亡してしまったシンジを操り、生きているように見せかけていた。生前からシンジに執着するあまりストーカー行為を繰り返しており、シンジからは酷く嫌われていた。能力の使用には死者が生前触っていた遺品が必要だったが、シンジの私物を何も手に入れることが出来ず、シンジが100点でなかったために癇癪を起こして破り捨てたテストの切れ端を密かに拾い遺品としていた。
ツネキチの死体を動かしてみせたのはクラスメイトにシンジの活躍とシンジには自分がついていなければいけないという事実を見せつけるためであり、突然泣き出したり妄想を語り続けるなど表向きの性格に反して本来の性格はヤンデレかつサイコパスに近い。推定殺害人数は50万人以上。
自身を暗殺しようとしたナナに対して能力を用いて逆に追い詰めるが、日中は死体を操れないという弱点を突かれ、ナナに殺害される。
羽生キララ（はぶ キララ）
声 - 堤雪菜
ミチルをいじめている女子生徒。外見は所謂黒ギャル。
能力は「毒」で、唾液を毒にする能力を持っている。定期的に爬虫類を生のまま食べる必要があり、たまに学校を休んでいる。
ユウカを殺害したナナに、アリバイ工作のために殺害される。死体はユウカが操っていた死体とともに、モグオによって燃やされる。
高梨カオリ（たかなし カオリ）
声 - 小坂井祐莉絵
ミチルをいじめている女子生徒。カラーコンタクトをしている。キララとつるんでいたが些細なことで仲違いする。
能力は「短距離瞬間移動」。島の反対側までなら一瞬で移動することが可能。
アリバイ工作目的のナナによって、カラーコンタクトの保存液に毒を混入され、殺害される。
石井リュウジ（いしい リュウジ）
声 - 大野智敬
恰幅の良い男子生徒。関西弁を喋る。空野フウコとは小さいころからの幼馴染で恋人同士だった。ギャグセンスがあり明るい性格で、セイヤ以上に女子からモテていた。本人はフウコ一筋だったため、その硬派さと性格の良さから男子にも慕われている。都会育ちで虫が大嫌いなため、島に来るのはかなり渋っていたらしい。
自室で首と身体を刃物で掻き切られ、開け放した窓にもたれ掛かるようにして死んでいるところを発見される。
能力は「身体の縮小化」。自分の身体を小さく出来る。本気を出せば人の毛穴ほどまで小さくなれるらしい。
空野フウコ（そらの フウコ）
声 - 鎌倉有那
黒髪にポニーテールで長身の女子生徒。大和撫子風の風貌でおしとやかなお嬢様タイプ。リュウジとは幼少期からの付き合いで周りからは公認のカップルだったが、この頃は諸事情で疎遠となっていた。島に来るのを嫌がっていたリュウジを半ば強引に誘って島にやって来たらしい。リュウジが殺害されたことで最重要容疑者とされてしまう。
能力は「大気の操作」。風を圧縮し、猛スピードで飛ばすことで日本刀で切り付けるような攻撃が可能。一度攻撃態勢に入ると止めることができない。また、風通しが良くないとうまくコントロールできないため、屋外か窓を開け離した部屋でしか発動できない。
モグオの子分1
声 - 井上雄貴
モグオを慕う子分の男子生徒。リュウジが殺害された時間、隣の部屋でモグオリサイタルを聞いていたが寝ていた。
能力は「声帯模写」。誰の声でも完璧に真似することが出来るが、一度発動すると同じセリフを繰り返し言わないと収まらない。
モグオの子分2
声 - 大塚剛央
モグオを慕う子分の男子生徒。リュウジが殺害された時間、隣の部屋でモグオリサイタルを聞いていた。
機嫌の悪いモグオに胸ぐらを掴まれるなど理不尽な目に遭うことも多いが、｢あれでけっこうかっこいいところがある｣と忠誠心は高い。
能力は「磁石化」。身体を磁石にすることが出来るが、今のところは掴んだ金属製品を手にくっつける以外のことは出来ない。一度発動すると1時間能力を停止出来ない。
鶴見川レンタロウ（つるみがわ レンタロウ）
声 - 山谷祥生
モグオを慕う子分の男子生徒。リュウジが殺害された時間、隣の部屋でモグオリサイタルを聞いていた。
能力は「幽体離脱」。身体から意識のみを遠くまで飛ばすことが出来る。幽体のため壁や障害物をすり抜けられ、トイレのレバーを下げる、窓の鍵を開けるなど物に触れて動かすことも出来る。
小心者で胃腸が弱く、緊張するとすぐ幽体離脱してしまいトイレに行きたがる。生前のリュウジとは合コンを繋いでもらうなど仲が良く、リュウジの人間性に憧れていた。ナナのことは、心を読めるはずなのに自分に何も言わないことから薄汚いものを感じていたらしい。
石井リュウジ殺害の真犯人。キレイなもの、可愛いもの、善人をバカにしたり汚したりすることに強い喜びを感じる性質で、初めは犬や猫、兎などの野生動物を殺していたが、次第にエスカレートし殺人に至った。ミチルを第二のターゲットとして呼び出し、ミチルを庇ったナナを瀕死にまで追い込むが、ナナと協力していたキョウヤに校舎に残していた本体の首を絞められ覚醒させられる。

## 書誌情報
- 原作：るーすぼーい、作画：古屋庵 『無能なナナ』〈ガンガンコミックス〉、既刊13巻（2025年2月12日現在）
  1. 2017年2月22日発売[5]、ISBN 978-4-7575-5153-4
  2. 2017年5月22日発売[6]、ISBN 978-4-7575-5345-3
  3. 2018年1月22日発売[7]、ISBN 978-4-7575-5586-0
  4. 2018年10月22日発売[8]、ISBN 978-4-7575-5873-1
  5. 2019年7月12日発売[9]、ISBN 978-4-7575-6193-9
  6. 2020年4月11日発売[10]、ISBN 978-4-7575-6588-3
  7. 2020年10月12日発売[11]、ISBN 978-4-7575-6894-5
  8. 2021年6月11日発売[12]、ISBN 978-4-7575-7315-4
  9. 2022年2月12日発売[13]、ISBN 978-4-7575-7738-1
  10. 2022年10月12日発売[14]、ISBN 978-4-7575-8196-8
  11. 2023年7月12日発売[15]、ISBN 978-4-7575-8658-1
  12. 2024年4月12日発売[16]、ISBN 978-4-7575-9148-6
  13. 2025年2月12日発売[17]、ISBN 978-4-7575-9670-2

## テレビアニメ
2020年10月から12月までAT-Xほかにて放送された。
原作漫画の第1話から第28話まで（原作第1巻の冒頭から第4巻の最後まで）の内容が、ほぼ原作に沿った内容で映像化された。最終話もテレビアニメ版独自の結末や、その時点では解決されていない事件や謎に含みを持たせる演出などは設けられず、原作第4巻第28話の最後のページの場面でラストシーンを終える構成となった。

### スタッフ
- 原作 - るーすぼーい、古屋庵[20]
- 監督 - 石平信司[21]
- シリーズ構成 - 志茂文彦[21]
- キャラクターデザイン - 佐野聡彦[21]
- プロップデザイン - 柴田ユウジ[2]
- 美術監督 - 川口正明[2]
- 美術設定 - 川井憲[2]
- 色彩設計 - 有尾由紀子[2]
- 撮影監督 - 川瀬輝之[2]
- 編集 - 邊見俊夫[2]
- 音響監督 - 森下広人[2]
- 音響効果 - 出雲範子[2]
- 音楽 - 高梨康治[2]
- 音楽制作 - 日本コロムビア[2]
- 音楽プロデューサー - 豊田みつひろ
- チーフプロデューサー - 阿部隆二
- プロデューサー - 佐藤友紀、小松翔太、河本紗知、楊國祥、深尾聡志、谷口博康、礒谷徳知、徐小瀧、井口貴史、川本晃生、大森慎司、藍谷厚史
- アニメーションプロデューサー - 飯島弘志
- アニメーション制作 - ブリッジ[21]
- 製作 - 「無能なナナ」製作委員会（YTE、スクウェア・エニックス、KADOKAWA、MUSE、博報堂DYミュージック&ピクチャーズ、日本コロムビア、AT-X、ショウ・コーポレーション、ブリッジ、ドコモ・アニメストア、BSフジ、叶音、日本ナレーション演技研究所）[2]

### 主題歌
「Broken Sky」
富田美憂によるオープニングテーマ。作詞は大西洋平、作曲・編曲はVaChee、Ryo Yamazaki。
ボーカルの富田はテレビアニメ本編でも佐々木ユウカ役を演じた。富田はこの曲について、「自分にとっての正義がほかの人にとっても正義であるとは限らない」という本作の内容を反映させるため、本作の作品全体を客観的に捉えつつ、本作に登場するどの人物の想いにも当てはまる内容という解釈で歌ったと述べている。
「バケモノと呼ばれて」
藤川千愛によるエンディングテーマ。作詞は藤川千愛と高橋花、作曲・編曲は藤永龍太郎。

### 各話リスト
テレビアニメ版の各話サブタイトルは、原作漫画の各話サブタイトルを踏襲したものとなっている。
| 話数   | サブタイトル            | 脚本     | 絵コンテ | 演出         | 作画監督                                       | 総作画監督 | 初放送日       |
| ------ | ----------------------- | -------- | -------- | ------------ | ---------------------------------------------- | ---------- | -------------- |
| 第1話  | 無能力                  | 志茂文彦 | 石平信司 | 鈴木勇士     | 犬塚政彦                                       | 佐野聡彦   | 2020年 10月4日 |
| 第2話  | 時間遡行                | 米村正二 | 石平信司 | 高山智也     | 藤崎真吾                                       | 藤崎真吾   | 10月11日       |
| 第3話  | 能力者VS.無能力者       | 志茂文彦 | 石平信司 | 秋山宏       | 森本由布希                                     | 森本由布希 | 10月18日       |
| 第4話  | ヒーリング              | 志茂文彦 | 石平信司 | 福元しんいち | 相原理沙 菅原浩喜 漢人寛子                     | 柴田ユウジ | 10月25日       |
| 第5話  | 能力者VS.無能力者 PART2 | 志茂文彦 | 橋本直人 | 橋本直人     | 渡辺健一 石川恵理                              | 佐野聡彦   | 11月1日        |
| 第6話  | ネクロマンサー          | 米村正二 | 鈴木勇士 | 鈴木勇士     | 柴田ユウジ                                     | 柴田ユウジ | 11月8日        |
| 第7話  | ネクロマンサー PART2    | 志茂文彦 | 高山智也 | 高山智也     | 藤崎真吾                                       | 藤崎真吾   | 11月15日       |
| 第8話  | 能力者VS.無能力者 PART3 | 米村正二 | 石平信司 | 橋本直人     | 飯塚正則                                       | 森本由布希 | 11月22日       |
| 第9話  | 適者生存                | 志茂文彦 | 石平信司 | 清水一伸     | 犬塚政彦                                       | 佐野聡彦   | 11月29日       |
| 第10話 | 見えざる刃              | 米村正二 | 石平信司 | 村田尚樹     | 森悦史 岡昭彦 大川義史 中山和子                | 柴田ユウジ | 12月6日        |
| 第11話 | 見えざる刃 PART2        | 志茂文彦 | 石平信司 | 秋山宏       | 森本由布希                                     | 森本由布希 | 12月13日       |
| 第12話 | 見えざる刃 PART3        | 米村正二 | 高山智也 | 高山智也     | 藤崎真吾 五十内裕輔 中谷友紀子                 | 藤崎真吾   | 12月20日       |
| 第13話 | リバイバル              | 志茂文彦 | 石平信司 | 鈴木勇士     | 渡辺健一 石川恵理 犬塚政彦 柴田ユウジ 飯塚正則 | 佐野聡彦   | 12月27日       |

### 放送局
| 放送期間                 | 放送時間                     | 放送局     | 対象地域 | 備考                                            |
| ------------------------ | ---------------------------- | ---------- | -------- | ----------------------------------------------- |
| 2020年10月4日 - 12月27日 | 日曜 21:30 - 22:00           | AT-X       | 日本全域 | 製作参加 / CS放送 / 字幕放送 / リピート放送あり |
|                          | 日曜 22:00 - 22:30           | TOKYO MX   | 東京都   |                                                 |
|                          | 日曜 23:30 - 月曜 0:00       | サンテレビ | 兵庫県   |                                                 |
| 2020年10月5日 - 12月28日 | 月曜 1:05 - 1:35（日曜深夜） | テレビ愛知 | 愛知県   |                                                 |
| 2020年10月7日 - 12月30日 | 水曜 0:00 - 0:30（火曜深夜） | BSフジ     | 日本全域 | 製作参加 / BS放送 / 『アニメギルド』枠          |

| 配信開始日    | 配信時間           | 配信サイト |
| ------------- | ------------------ | --- |
| 2020年10月4日 | 日曜 22:00 更新    | dアニメストア |
| 2020年10月7日 | 水曜 22:00 - 22:30 | ABEMA |
| 2020年10月9日 | 金曜 22:00 更新    | ニコニコチャンネル GYAO! ひかりTV FOD バンダイチャンネル Hulu J:COMオンデマンド TELASA U-NEXT アニメ放題 Amazonプライム・ビデオ Rakuten TV DMM.com ビデオマーケット HAPPY!動画 ムービーフルplus |
|               | 金曜 22:00 - 22:30 | ニコニコ生放送 |

### BD / DVD
| 巻 | 発売日         | 収録話          | 規格品番   | 規格品番   |
| 巻 | 発売日         | 収録話          | BD         | DVD        |
| -- | -------------- | --------------- | ---------- | ---------- |
| 1  | 2020年12月23日 | 第1話 - 第5話   | ZMXZ-14391 | ZMBZ-14401 |
| 2  | 2021年1月27日  | 第6話 - 第9話   | ZMXZ-14392 | ZMBZ-14402 |
| 3  | 2021年2月24日  | 第10話 - 第13話 | ZMXZ-14393 | ZMBZ-14403 |

### リアル謎解きゲーム
本作をモチーフにしたクリアファイル付き謎解きゲームが2020年10月に発売。いずれも初心者が1時間以上近く遊べる内容に設計している。全2種。
- 無能なナナ　謎ファイル【ナナver 学園生活side】（制作：あそびファクトリー）
- 無能なナナ　謎ファイル【ナナver 暗殺者side】（制作：東京大学謎解き制作集団AnotherVision）